# Marés

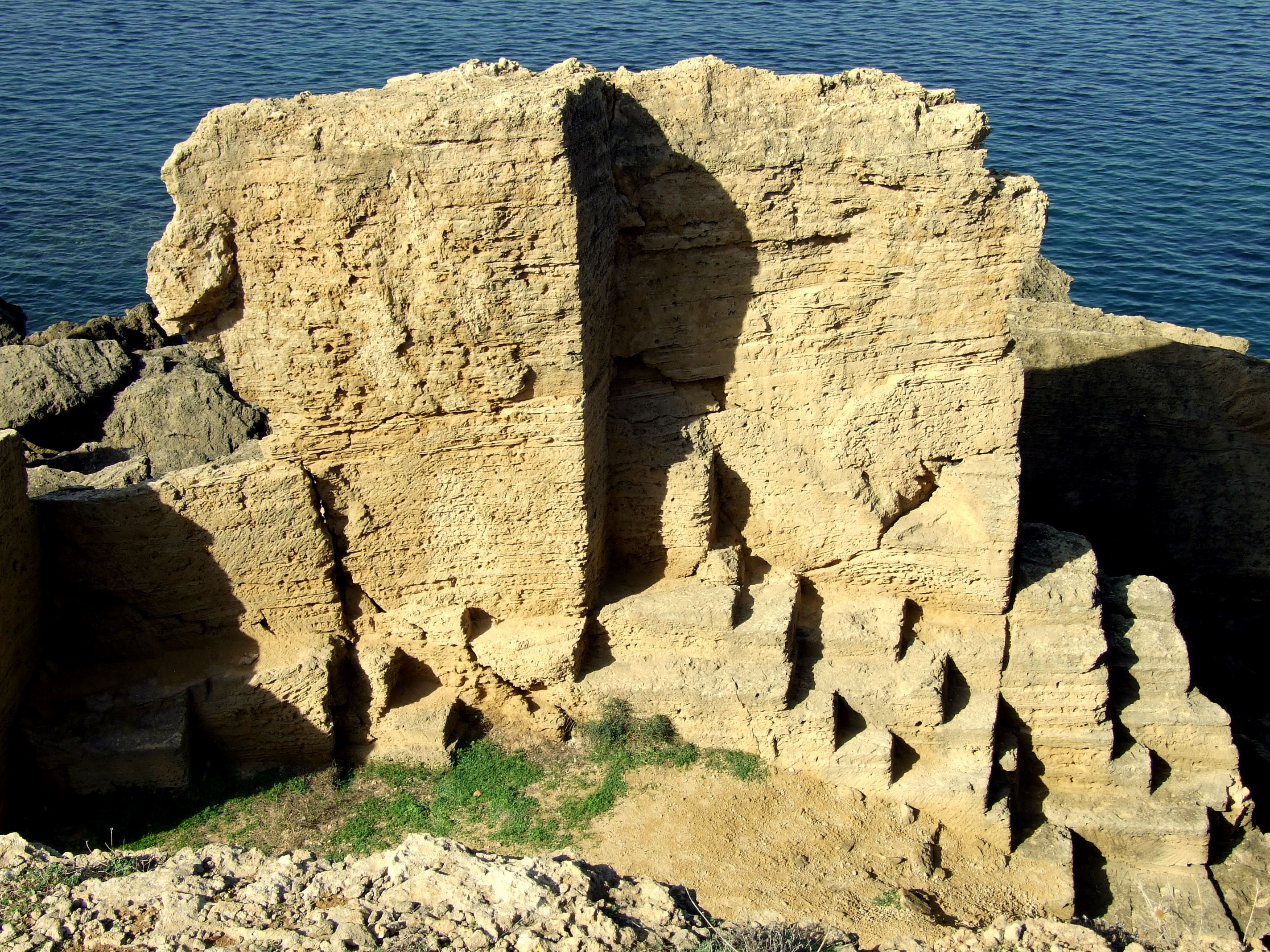
Cantera de marés, en Alcudia.

El marés es el término local con el que se conoce en las Islas Baleares a una arenisca (roca sedimentaria detrítica) compuesta por granos calcáreos cohesionados por un cemento natural de carbonatos. Se forma por litificación de las dunas. Fue muy empleado en la construcción de edificios y muros de fincas, destacando la Catedral de Mallorca y el Palacio de la Almudaina, así como la gran mayoría de estaciones ferroviarias de la Compañía del Ferrocarril de Mallorca.
Las areniscas (calcoarenitas y eolianitas) están formada principalmente por pequeños fragmentos de fósiles con cementación caliza. Otras veces presenta mezcla de arenas y conchas fósiles, llegando a veces a encontrarse estratos puramente formados por conchas fósiles, de donde se obtienen piezas de gran belleza plástica y dureza (acopinyat). Estas arenas litorales se consolidaron en el período Cuaternario.

## Propiedades físicas
| Tipo             | Cantera   | Densidad (kg/m³) | Coef. absorción | Resist. compresión (kg/cm²) | Resist. flexión (kg/cm²) | Color             | Densidad superficial 0,25 m (kg/m²) |
| ---------------- | --------- | ---------------- | --------------- | --------------------------- | ------------------------ | ----------------- | ----------------------------------- |
| Marés            | El Arenal | 1462             | 23,19 %         | 35                          | 18                       | Amarillo          | 667                                 |
| Marés            | Muro      | 1528             | 23,62 %         | 44                          | 23                       | Blanco            | 667                                 |
| Marés            | Porreras  | 1597             | 18,43 %         | 36                          | 21                       | Dorado            | 667                                 |
| Marés de Santañí | Santañí   | 1794             | 3,48 %          | 131                         | 55                       | Blanco grisáceo   | 667                                 |
| Marés            | Felanich  | 1961             | 9,23 %          | 59                          | 54                       | Blanco anaranjado | 667                                 |